# Edmond Giscard d’Estaing

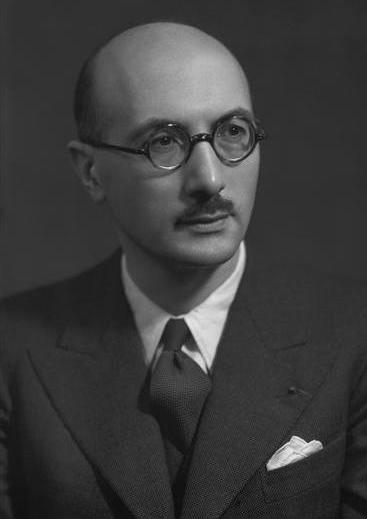
Edmond Giscard d’Estaing

Jean Edmond Lucien Giscard, seit 17. Juni 1922 Giscard d’Estaing (* 29. März 1894 in Clermont-Ferrand; † 3. August 1982 in Chanonat) war ein französischer Finanzbeamter sowie Fachbuchautor.

## Leben
Edmond Giscard war ein Sohn des Valéry Giscard (1852–1916), Appellationsgerichtsrat (Conseiller de la Cour d’Appel) in Riom sowie Besitzer von Schloss Varvasse in Chanonat, und dessen Ehefrau Marie Louise Monteil-Ansaldi di Fossano (1869–1957). Per Dekret des Conseil d’État erfolgte am 17. Juni 1922 die Namensänderung zu Giscard d’Estaing durch Übernahme des Wappens und Namens der erloschenen Ahnenfamilie d’Estaing.
Edmond Giscard studierte Geschichte und Rechtswissenschaften. 1913 erhielt er seinen Abschluss in Geschichte, 1914 in Rechtswissenschaften. Er war Finanzinspektor, Präsident der Societé Financière pour la France, Vizepräsident des Secours catholique sowie Präsident des Französischen Komitees der Internationalen Handelskammer und der Französischen Sektion der Europäischen Liga der wirtschaftlichen Zusammenarbeit. Er war von 1921 bis 1926 Finanzdirektor des Hohen Kommissars für das Rheinland sowie der Finanzkommissionen in der Tschechoslowakei und in Deutschland. Im Juli 1926 wurde er nach Paris versetzt und arbeitete im Finanzministerium, später im Conseil d’Etat. Von 1932 bis 1947 war er Bürgermeister der Gemeinde Chanonat. Unter dem Vichy-Regime wurde er mit dem Francisque-Orden ausgezeichnet, beteiligte sich aber nicht an der Kollaboration und wurde von den deutschen Besatzungsbehörden mit Argwohn betrachtet.
Edmond Giscard d’Estaing wurde 1960 Mitglied der Académie des sciences morales et politiques.
Daneben gehörte er dem Aufsichtsrat verschiedener industrieller Gesellschaften an.
Giscard d'Estaing war mit Marie (May) Bardoux, einer Tochter des Bevollmächtigten beim Völkerbund, Jacques Bardoux, verheiratet. Ein Sohn aus dieser Ehe war der spätere französische Staatspräsident Valéry Giscard d’Estaing. Edmond Giscard d’Estaing starb in seiner Heimatstadt Chanonat. Beigesetzt wurde er in Saint-Amant-Tallende.

## Veröffentlichungen (Auswahl)
- Misère et Splendeur des Finances Allemandes. Société d'édition "les Belles lettres", Paris 1925
- Capitalisme (1930)
- Wie es zu machen gewesen wäre. In: Neues Wiener Journal, 23. Oktober 1932, S. 33 (online bei ANNO).
- La Maladie du Monde. Essai de pathologie monétaire. Jules Tallandier, Paris 1933
- Nationalisations. SPID, Paris 1945
- Le chemin de la pauvreté. Impr. Union, Paris 1947
- La Maison d’Estaing. Clermont-Ferrand 1950
- La France et l'unification économique de l’Europe. M.-T. Génin, Paris 1953
- Les finances, terre inconnue. A. Fayard, Paris 1958